# Hedyotis pauciflora
Hedyotis pauciflora là một loài thực vật có hoa trong họ Thiến thảo. Loài này được Bartl. ex DC. mô tả khoa học đầu tiên năm 1830.